# 235. strelska divizija (ZSSR)
235. strelska divizija (izvirno rusko 235. стрелковая дивизия; kratica 235. SD) je bila strelska divizija Rdeče armade v času druge svetovne vojne.

## Zgodovina
Divizija je bila ustanovljena maja 1941 v Nikopolu in bila uničena septembra istega leta. Ponovno je bila ustanovljena marca 1942 v Novosibirsku.